# Benito Pavoni
Benito Pavoni (Sant'Ambrogio di Valpolicella, 19 luglio 1936 – Verona, 8 maggio 2023) è stato un politico italiano.

## Biografia
Esponente del Partito Socialista Italiano, è stato consigliere regionale in Veneto dal 1970 al 1985, ricoprendo anche il ruolo di vicepresidente del consiglio regionale.
Nel 1987 venne eletto deputato nel collegio di Verona per il PSI, restando a Montecitorio fino al termine della X Legislatura nel 1992.